# (4204) Barsig
(4204) Barsig est un astéroïde de la ceinture principale.

## Description
(4204) Barsig est un astéroïde de la ceinture principale. Il fut découvert le 11 mai 1985 à l'Observatoire Palomar par Carolyn S. Shoemaker. Il présente une orbite caractérisée par un demi-grand axe de 2,27 UA, une excentricité de 0,09 et une inclinaison de 3,8° par rapport à l'écliptique.

## Compléments